# Argentonnay
Argentonnay es una comuna nueva francesa situada en el departamento de Deux-Sèvres, de la región de Aquitania-Lemosín-Poitou-Charentes.

## Historia
Fue creada el 1 de enero de 2016, en aplicación de una resolución del prefecto de Deux-Sèvres del 17 de noviembre de 2015 con la unión de las comunas de Argenton-les-Vallées, La Chapelle-Gaudin, La Coudre, Le Breuil-sous-Argenton, Moutiers-sous-Argenton y Ulcot, pasando a estar el ayuntamiento en la antigua comuna de Argenton-les-Vallées.

## Demografía
| Gráfica de evolución demográfica de Argentonnay entre 1800 y 2013 |
|                                                                   |

Los datos parciales entre 1800 y 2013 son el resultado de sumar los parciales de las seis (nueve) comunas que forman la nueva comuna de Argentonnay, cuyos datos se han cogido de 1800 a 1999 (o a 2006 según corresponda), para las comunas de Argenton-Château, Boësse, Sanzay, La Chapelle-Gaudin, La Coudre, Le Breuil-sous-Argenton, Moutiers-sous-Argenton y Ulcot de la página francesa EHESS/Cassini. Los demás datos se han cogido de la página del INSEE.
Las tres primeras comunas son las que se fusionaron en 2006 formando la comuna de Argenton-les-Vallées.

## Composición
| Comuna delegada         | Código INSEE | Población (2013) | Superficie (km²) | Densidad (hab./km²) |
| ----------------------- | ------------ | ---------------- | ---------------- | ------------------- |
| Argenton-les-Vallées    | 79013        | 1642             | 29.06            | 57                  |
| La Chapelle-Gaudin      | 79072        | 236              | 17.01            | 14                  |
| La Coudre               | 79099        | 242              | 8.40             | 29                  |
| Le Breuil-sous-Argenton | 79053        | 487              | 19.55            | 25                  |
| Moutiers-sous-Argenton  | 79187        | 624              | 36.40            | 17                  |
| Ulcot                   | 79333        | 56               | 6.62             | 8                   |